# Фройнд, Карл (скрипач)
Карл Фройнд (нем. Karl Freund; 7 февраля 1904, Нойштадт, Верхняя Силезия (ныне Прудник, Польша) — 6 ноября 1955, Мюнхен) — немецкий скрипач и музыкальный педагог.
Учился в Бреслау и в Лейпцигской консерватории, в том числе у Вальтера Дависсона, Карла Флеша и Отакара Шевчика. С 1923 г. играл в Оркестре Гевандхауса, одновременно в 1924 г. был участником фортепианного трио Бронислава Позняка. С 1936 г. концертмейстер камерного оркестра Эдвина Фишера. В 1939—1954 гг. руководил струнным квартетом (премьера 3-го струнного квартета В. Фортнера, 1949); Фортнер также посвятил Фройнду свою сонату для скрипки и фортепиано (1945), однако её первым исполнителем стал Герхард Ташнер. В 1938—1945 гг. профессор Берлинской высшей школы музыки, затем с 1946 г. и до конца жизни — Мюнхенской высшей школы музыки.